# Loboptera
Loboptera es un género de cucarachas, insectos de la familia Ectobiidae.

## Especies
- Loboptera alluaudi
- Loboptera anagae
- Loboptera andalusica
- Loboptera angulata
- Loboptera barbarae
- Loboptera canariensis
- Loboptera cavernicola
- Loboptera chioensis
- Loboptera cryptofoveata
- Loboptera cuneilobata
- Loboptera decipiens
- Loboptera delafrontera
- Loboptera fortunata
- Loboptera foveolata
- Loboptera glandulifera
- Loboptera hispanica
- Loboptera irregularis
- Loboptera isolata
- Loboptera jensi
- Loboptera juergeni
- Loboptera lagunensis
- Loboptera loboptera
- Loboptera maroccana
- Loboptera minor
- Loboptera ombriosa
- Loboptera ovolobata
- Loboptera penirobusta
- Loboptera subterranea
- Loboptera teneguia
- Loboptera tenoensis
- Loboptera troglobia
- Loboptera truncata